# Ranunculus hayekii
Ranunculus hayekii är en ranunkelväxtart som beskrevs av Dörfler. Ranunculus hayekii ingår i släktet ranunkler, och familjen ranunkelväxter. Inga underarter finns listade i Catalogue of Life.